# Rander
Rander fou una antiga ciutat avui part de Surat al Gujarat a 21° 12′ N, 72° 51′ E / 21.200°N,72.850°E a la riba dreta del Tapti. El 1901 tenia una població de 10.478 habitants.

## Història
Ja era important al començament de l'era cristiana, quan Broach era el centre principal del comerç a l'Índia occidental. A l'inici del segle XIII una colònia de mercaders i mariners àrabs es va establir a la ciutat i va expulsar els jains que fins aleshores governaven Rande; els temples jainistes van esdevenir mesquites. Els àrabs de Rander foren coneguts com els nayates i van comerciar amb països llunyans. El 1515 Barbosa descriu la ciutat com una rica i agradable plaça de moros que posseïen molts i bons vaixells i comerciaven amb Malaca, Bengala, Tawasery, Pegu, Martaban i Sumatra amb tota mena d'espècies, ultramarins, seda, mesc, benjuí i porcellana. El 1530 els portuguesos després de saquejar Surat, van ocupar Rander; aviat va declinar a mesura que ascendia Surat i al final del segle XVI va esdevenir una dependència de Surat. Quan el 1877 es va construir el pont sobre el riu Tapti que la va comunicar amb Surat va començar la fusió de les dues ciutats que es va fer efectiva al segle següent